# Go (strateška igra)
Gó (tradicionalno kitajsko: 圍棋, poenostavljeno kitajsko 围棋, pinjin , japonsko 囲碁, romadži igo, korejsko 바둑, romadža baduk) je abstraktna strateška miselna igra na deski za dva igralca. Izvira z Daljnega vzhoda, kjer je še danes najbolj priljubljena. Za igro so potrebni igralna deska in igralne figure, imenovane kamni, ki so dveh različnih barv, navadno bele in črne.
Igralna deska je z vodoravnimi in navpičnimi črtami razdeljena na množico točk (presečišč črt), katerih število je odvisno od želene težavnosti in dolžine igre. Najpogostejše so mere: 81 = 9 × 9, 169 = 13 × 13 in 361 = 19 × 19 točk. Igralca med igro izmenično polagata kamne na presečišča. Cilj igralca je z lastnimi figurami obkrožiti več prostora (tj. praznih presečišč) od nasprotnika.
Igra go izvira iz antične Kitajske pred več kot 2.500 leti in je ena najstarejših iger na deski, ki se še danes igrajo. Nekdaj je veljala za eno od štirih bistvenih umetnosti kultiviranega kitajskega učenjaka. Najstarejši zapisani vir za igro so v splošnem priznani zgodovinski anali Cuo Čuan (Zuo Zhuan (okoli 4. st. pr. n. št.).) Trenutna oblika goja, kot je poznana danes, je bila formalizirana na Japonskem v 15. stoletju.

## Pravila
Prvi začne igro črni, ki lahko svoj kamen položi na katero koli presečišče. Nato je na vrsti beli igralec, ki lahko svoj kamen položi kamor koli razen na že stoječega.
Preprostost teh pravil kvari pravilo, da mora vsak kamen na deski »živeti«. To pomeni, da mora imeti prosto vsaj eno točko, ki je posredni ali neposredni sosed točke, na kateri leži kamen (veljajo le vodoravne in navpične povezave, ne pa diagonalne).
»Posredni sosed« se nanaša na pravilo, da si dva sosednja kamna iste barve delita svobode.
Iz teh pravil se lahko dobi toliko kombinacij, kot je atomov v nekaj vesoljih, vseeno pa so nekatere oblike postavitev bolj razumne od drugih, oziroma imajo zaradi svojih značilnosti posebna imena:

## Dvojna očesa
S takšno strukturo se lahko zaščiti kateri koli kamen, ki je njen del, saj nasprotnik ne more v eni potezi zavzeti vseh svobod, ne da bi kršil pravila.

## Verige
Večje skupine medsebojno povezanih kamnov ene barve, ki npr. sekajo desko, obkrožajo nasprotnika ipd. Zaradi svoje velikosti imajo veliko svobod. Reče se, da veriga »živi«, če ima vsaj dve, med seboj neodvisni očesi ali pa dovolj »prostora« znotraj sebe, da lahko kadar koli to naredi.

## Ko
Slika nakazuje potezo črnega (polprosojno), ki je znana kot »ko«. Črni bo vzel belemu kamnu vse svobode, ga odstranil s plošče in si priboril eno svobodo. Na to potezo bi beli normalno takoj odgovoril s kamnom na istem mestu, a pravila prepovedujejo takšno vrtenje v krogu, zato mora beli igralec kamen postaviti drugam. Beli igralec zato izbere potezo, na katero črni »mora« odgovoriti. Taki potezi se reče grožnja in naj bi bila ustrezna izgubi (ali večja od nje), če črni na potezo ne odgovori.

## Atari
Kamen je v »atariju«, kadar se ga da vzeti z eno potezo. Podobno je kralj v »šahu« (le da se ga tam ne vzame). Seveda je možno, da je cela skupina kamnov v »atariju«, očesa pa igralca zaščitijo pred to situacijo.
Igra vsebje pomembno strategijo in število možnih potez je ogromno (10170 v primerjavi na primer z ocenjenim številom 10120 možnih potez v šahu), zaradi česar je igra izjemno kompleksna navkljub njenim preprostim pravilom.

## Zgodovina
Izvori igre niso točno znani; ocenjujejo, da naj bi se v obliki, podobni današnji, razvila na Kitajskem pred dobrimi tremi tisočletji. Najstarejši ohranjeni pisni viri o goju izhajajo iz 6. stoletja pr. n. št. Razen sprememb v velikosti deske in začetne postavitve kamnov je igra od takrat ohranila enaka pravila in je v tem pogledu najstarejša igra na deski, ki jo še vedno igrajo.
V 7. stoletju so jo budistični menihi prinesli na Japonsko in v naslednjem stoletju je postala zelo razširjena na cesarskem dvoru. Do začetka 13. stoletja so jo igrali po vsem cesarstvu.
Zgodaj v 17. stoletju je tedanji najboljši japonski igralec Honinbo Sansa postal vodja novoustanovljene Akademije goja. Šola Honinbo je bila med prvimi tekmujočimi šolami, ki so jih ustanovili istočasno, in kjer so zelo dvignili igralno raven. Za igralce so vpeljali vojaški način rangiranja. Ob koncu Šogunata Tokugave je japonska vlada leta 1868 prenehala podpirati akademije goja. 
V čast Honinbojeve šole, katere igralci so neprestano prevladovali nad igralci drugih šol, so poimenovali eno od najuglednejših japonskih tekmovanj goja »Honinbojev« turnir.
Zgodovinsko igralci glede na spol niso bili enakovredni. Z odpiranjem novih, odprtih turnirjev in z vzponom močnih igralk, od katerih je najbolj znana Kitajka Rui Naiwei, se je v zadnjih letih nekoliko približala moč in tekmovalnost prihajajočih igralk.
Okoli leta 2000 je strip v slogu mange Hikaru no Go (Hikaru in go), ki mu je kmalu sledila še istoimenska risanka (anime), razširila zanimanje za go med mladimi in povzročila ponovni razcvet goja na Japonskem. Januarja 2004 so začeli Hikaru no Go objavljali tudi v ameriški tedenski stripovski reviji Shonen Jump z namenom, da bi zanimanje za go povečali tudi med mladino v ZDA.

### Organizacije in zveze
- International Go Federation (IGF)
- European Go Federation (EGF)
- European Go Database (EGD)
- Go zveza Slovenije

### Igranje na spletu
- Pandanet Internet Go Server Arhivirano 2007-08-20 na Wayback Machine.
- Kiseido Go Server (KGS)
- Dragon Go Server

### Tematske strani
- GO - interaktivne vaje (slovensko)
- GO problemi (angleško) (angleško)
- GoBase, Jan van der Steen (angleško)
- Spletna stran Sensei's library (angleško)
- Uradna stran European GO Database (angleško)
- Go - namizna igra za dva igralca (slovensko)

### Programi
- Gnu Go (open source)
- Freed Go (goban z generično topologijo, freeware)